# Laureano Rosas
Laureano Rosas (Las Flores, 23 augustus 1990) is een Argentijns wielrenner. In 2014 en 2016 werd hij nationaal kampioen tijdrijden.

## Overwinningen
2012
Eindklassement Clásica del Oeste-Doble Bragado
2013
Eindklassement Rutas de América
2014
 Argentijns kampioen tijdrijden, Elite
Eindklassement Ronde van San Juan
Clásica del Oeste-Doble Bragado
2015
4e etappe Ronde van Uruguay
Eindklassement Ronde van San Juan
2016
8e etappe Ronde van Uruguay
 Argentijns kampioen tijdrijden, Elite
Eindklassement Ronde van San Juan
Clásica del Oeste-Doble Bragado
2017
1e en 4e etappe Clásica del Oeste-Doble Bragado
1e etappe Giro del Sol San Juan
2018
Vuelta al Valle
Doble Calingasta
2019
Tour de Sarmiento
2021
Doble Difunta Correa
8e etappe Ronde van Mendoza
2022
3e etappe (ITT) Vuelta del Porvenir San Luis
2023
2e en 3e etappe Vuelta a Formosa Internacional
Eindklassement Vuelta a Formosa Internacional

## Ploegen
2015 –  Sindicato de Empleados Públicos de San Juan
2016 –  Sindicato de Empleados Públicos de San Juan
2017 –  Tusnad Cycling Team
2018 –  Asociacion Civil Mardan (van 25 juli)
2019 –  Asociacion Civil Mardan
2020 −  Transportes Puertas de Cuyo
2021 −  Transportes Puertas de Cuyo
2022 −  Electro 3-Gremios por el Deporte
2023 −  Gremios por el Deporte-Cutral Co
Bartha · Crisafulli · Krasnov · László · Lezica · Novak · Ramos · Rosas · Sebestyén · Szabó · Tanovitchii · Velázquez